# 1914 w polityce

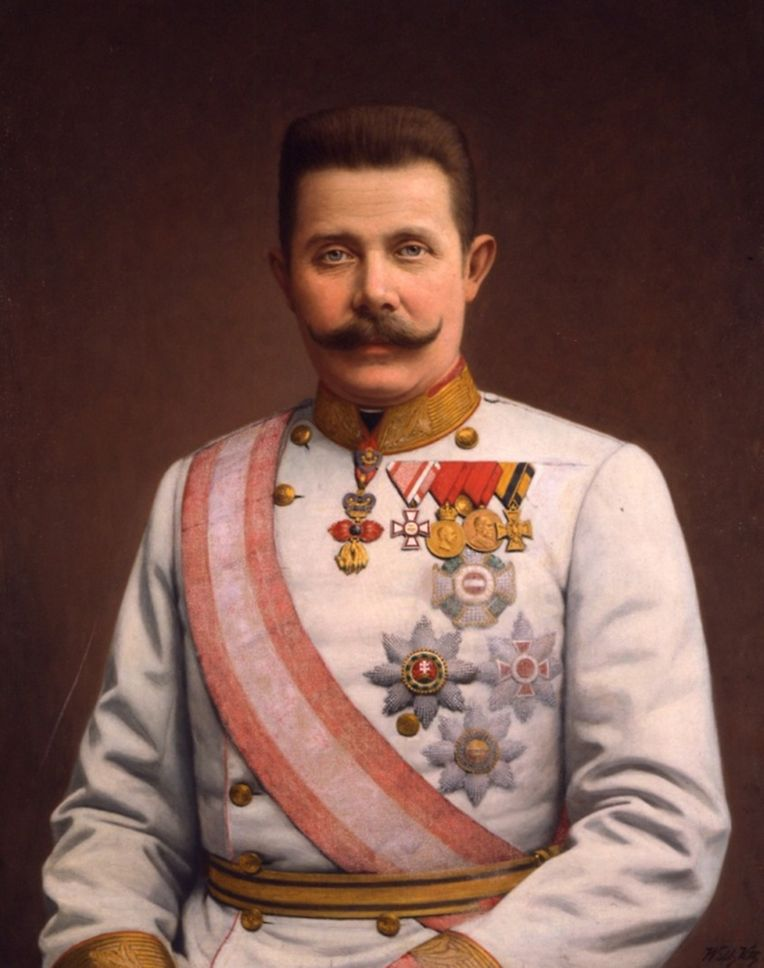
Franciszek Ferdynand Habsburg

Wydarzenia polityczne w 1914 roku.

## Marzec
- 7 marca – Wilhelm zu Wied został królem Albanii[1].

## Maj
- 28 maja – Stany Zjednoczone i Meksyk podpisały porozumienie kończące konflikt pomiędzy państwami, jaki wystąpił w czasie meksykańskiej wojny domowej. Na mocy umowy prezydent Meksyku Victoriano Huerta zgodził się ustąpić ze stanowiska, aby możliwe było rozpisanie nowych wyborów prezydenckich, zaś USA zobowiązało się do wycofania swych wojsk z Veracruz[1].

## Czerwiec
- 2 czerwca – premier Francji Gaston Doumergue podał się do dymisji[1].
- 13 czerwca – René Viviani został nowym premierem Francji[1].
- 28 czerwca – w Sarajewie członkowie serbskiej grupy terrorystycznej Czarna Ręka dokonali zamachu na arcyksięcia Franciszka Ferdynanda Habsburga i jego żonę Zofię von Chotek[2].

## Lipiec
- 28 lipca – Austro-Węgry wypowiedziały wojnę Serbii[3].

## Sierpień
- 1 sierpnia – Niemcy wypowiedziały wojnę Rosji[1].
- 3 sierpnia:
  - Józef Piłsudski utworzył Pierwszą Kompanię Kadrową[4];
  - Niemcy wypowiedziały wojnę Francji[1].
- 4 sierpnia:
  - wojska niemieckie weszły na terytorium Belgii celem oskrzydlenia armii francuskiej, mimo neutralności tego kraju[3].
  - Wielka Brytania wypowiedziała wojnę Niemcom[3].
- 6 sierpnia:
  - Austro-Węgry wypowiedziały wojnę Rosji, a Serbia Niemcom[1];
  - do Królestwa Polskiego wkroczyła Pierwsza Kompania Kadrowa, a następnie oddziały strzeleckie Józefa Piłsudskiego[5].
- 8 sierpnia – najwyższe władzę wojskowe armii Niemiec i Austro-Węgier wygłosiły odezwy do Polaków[5].
- 14 sierpnia – wielki książę Mikołaj Mikołajewicz wygłosił odezwę do Polaków[5].
- 20 sierpnia – zmarł papież Pius X[6].
- 26–30 sierpnia – Bitwa pod Tannenbergiem[7].
- 27 sierpnia – utworzono Legiony Polskie[8].

## Wrzesień
- 2 września – rząd Francji ewakuował się z Paryża i utworzył swoją tymczasową siedzibę w Bordeaux[1].
- 3 września – Benedykt XV został papieżem[9].

## Październik
- 8 października – nowym warszawskim generałem-gubernatorem został Nikołaj von Essen[1].

## Listopad
- 1 listopada – urodził się John Bush, brytyjski admirał[10].
- 18 listopada – zmarła Karolina Kózka, błogosławiona Kościoła katolickiego[11].

## Grudzień
- 16 grudnia – Egipt stał się brytyjskim protektoratem[1].